# Провулок Макаренка (Севастополь)
Провулок Макаренка (крим. Makarenko aralığı) — провулок у Ленінському районі Севастополя, між вулицею Короленка та перехрестям вулиць Коробкова та Макаренка.
Забудований приватними житловими будинками з присадибними ділянками.